# Lucius Minucius Esquilinus Augurinus
Lucius Minucius Esquilinus Augurinus († nach 439 v. Chr.) war nach der Überlieferung ein römischer Politiker im 5. Jahrhundert v. Chr.
Er gehörte zur gens Minucia, einem alten römischen Patriziergeschlecht. Sein Vater war Publius Minucius Augurinus, der Konsul des Jahres 492 v. Chr., und somit war er der Bruder von Quintus Minucius Esquilinus, der im Jahr 457 v. Chr. das Konsulat erreichte.
Lucius wurde im Jahr 458 v. Chr. Suffektkonsul als Kollege von Gaius Nautius Rutilus. Während seiner Amtszeit zog er gegen die Aequer in den Kampf und wurde am Algidus mit seinem Heer eingeschlossen, jedoch vom Diktator Lucius Quinctius Cincinnatus befreit.
Im Jahr 450 v. Chr. gehörte Minucius zu den Decemviri legibus scribundis. Während dieser Zeit ist eine weitere Niederlage gegen die Aequer überliefert, jedoch könnte dies auch eine Interpolation aus späterer Zeit sein.
In den Jahren 440 und 439 v. Chr. war er praefectus annonae und somit zuständig für die Getreideversorgung der Stadt Rom. Während einer großen Hungersnot in diesen beiden Jahren versuchte der reiche Plebejer Spurius Maelius, sich durch Getreidespenden die Gunst des Volkes zu erkaufen, woraufhin er von Minucius angeklagt wurde. Für seine Verdienste wurde Minucius eine Statue errichtet.
Die Konsulate der Minucier sind – so mittlerweile einhellige Meinung innerhalb der Fachwissenschaft – alle aus den Konsullisten zu streichen, da sie später, wohl um 300 v. Chr., interpoliert wurden. In der Frühphase der Republik konnten nur Patrizier zum Konsulamt gelangen, die gens Minucia war jedoch eindeutig plebejisch.